# Kubaryia
Kubaryia is een geslacht van weekdieren uit de klasse van de Gastropoda (slakken).

## Soort
- Kubaryia pilikia Clench, 1948